# 鸭河口灌区
鸭河口灌区是中国河南省南阳市的一个灌区，其水源为白河。灌区设计面积140万亩，实际面积为101万亩，进水闸设计流量为134立方米每秒。